# Lars Sonck

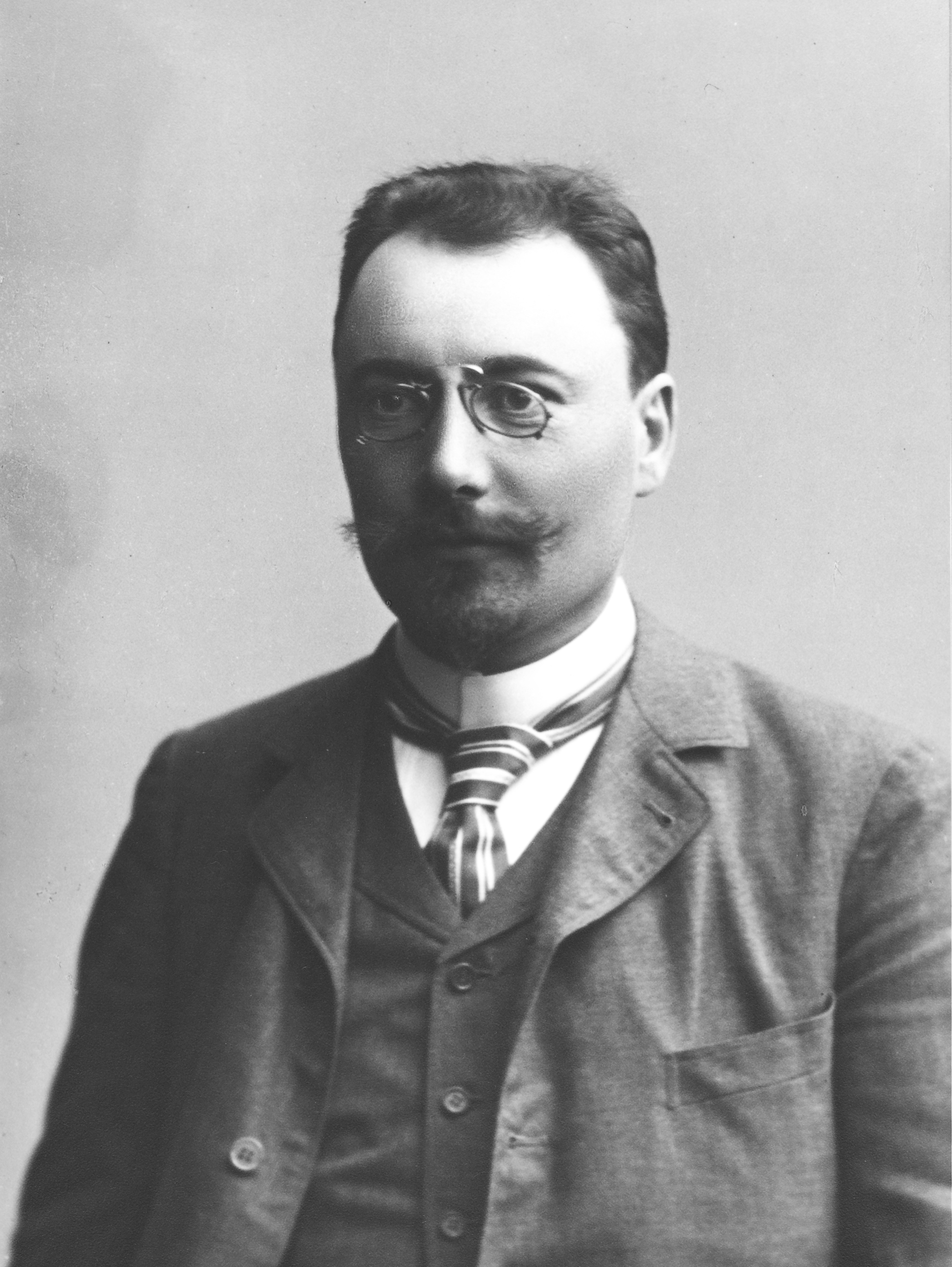
Lars Sonck

Lars Eliel Sonck (* 10. August 1870 in Kälviä; † 14. März 1956 in Helsinki) war der bedeutendste Architekt der Nationalromantik und frühen Moderne in Finnland.

## Leben
Lars Eliel Sonck wurde am 10. August 1870 im westfinnischen Kälviä geboren. 1878 wurde sein Vater Pfarrer in der Gemeinde Finström auf Åland, wohin die Familie anschließend zog und was Lars Eliel fortan als seine eigentliche Heimat ansah. Wie seine älteren Geschwister besuchte er zunächst die Schule in Turku. Mit zehn Jahren wechselte er auf eine humanistische, weiterführende Schule, doch neben schlechten Noten plagte den jungen Schüler Sonck vor allen Dingen großes Heimweh nach seiner ländlichen Heimat. In fünf Schuljahren bestand er lediglich drei Prüfungen, weshalb er einige Male die Klasse wiederholen musste. Schließlich wechselte er auf eine schwedischsprachige, moderne Schule, ebenfalls in Turku, wo ihm das Lernen sehr viel leichter fiel, so dass er mit 18 Jahren seinen Abschluss machen konnte. Nach seinem Abschluss schrieb sich Sonck am Polytechnischen Institut in Helsinki ein.
Im Sommer 1892, noch während seines Studiums, nahm er an einer Exkursion der Finnischen Gesellschaft für Baudenkmäler des Altertums teil, die in die finnischen Regionen Uusimaa, Satakunta und Häme führte. Auf dieser Exkursion studierte und zeichnete Sonck 31 Kirchen und eine große Anzahl sonstiger Bauwerke und Ornamentik. 1894 machte Sonck seinen Abschluss in Architektur am Institut – als Bester seines Jahrgangs. Fortan war für Sonck Helsinki der Ort des Schaffens, in einem Büro im ersten Stock des Gebäudes der Privatbank. Den Sommer verbrachte Sonck gern in seiner Lasses Villa in Finström, seiner Heimat.
Lars Soncks Karriere umfasst 50 Jahre der finnischen Architekturgeschichte. Seine ersten Arbeiten stammen aus der Zeit der letzten bedeutenden Bauwerke von Höjer, dem Meister der nordischen Neorenaissance. Soncks letzte Werke wurden vollendet, als der Funktionalismus bereits Einzug in die finnische Architektur erhielt. Über die Jahre entwarfen Sonck und sein Büro über 150 ausgeführte Bauwerke, Beiträge und andere Projekte.
Sein ganzes Leben blieb Sonck ein Privatarchitekt und lehrte nicht, wie viele seiner Kollegen, am Polytechnischen Institut. Seine Klientel umfasste im Wesentlichen Leute, die seiner eigenen sozialen Herkunft entstammten: Des gehobenen Mittelstandes. Schon früh in seiner Karriere war Sonck mit Kreisen des Arkkitektiklubi (Architektenklub) bekannt, doch engagierte er sich nicht politisch, wie es z. B. Saarinen tat. 1930 suchte die Vereinigung Finnischer Architekten drei bedeutende Vertreter ihres Standes als ihre ersten Ehrenmitglieder. Es waren Eliel Saarinen, Onni Tarjanne und Lars Sonck. Während der Aufnahmefeierlichkeiten sagte Professor J. Sirén über Sonck: „Ein energischer Dramaturg der finnischen Architektur, ein unvergleichbarer Meister von grauem Granit und geteertem Holz.“ Der Architekt Bertel Jung sagte über ihn: „Als ein Künstler ist er so derart ein Architekt, dass er oft Details, Ornamentik oder Farbe vergisst oder vernachlässigt. Für ihn sind Masse und Proportion das Wichtigste. Seine Stärke liegt in seiner Beschränkung.“
Am 14. März 1956 starb Lars Sonck nach dreijähriger Krankheit in Helsinki; beigesetzt wurde er auf seinen Wunsch in Finström, seiner Heimat, der er Zeitlebens verbunden blieb.

## Bauwerke (Auswahl)

### Holzvillen
Gegen Ende des 19. Jahrhunderts wurden einige kunstvolle Villen in Finnland gebaut, weitgehend basierend auf dem Urtyp von Theodor Policron Chiewitz, der von Schweden nach Finnland kam. Seine Villen enthielten sowohl Eigenschaften des schweizerischen Landhauses als auch des englischen country cottage. Gleichzeitig mit diesem Villentyp und seiner hölzernen Ornamentik aus Laubsägearbeit, erwachte in Finnland ein ausgeprägtes Interesse an authentisch-finnischer Architektur. Um die Jahrhundertwende stand das Finden eines nationalen, typisch finnischen Baustils auf der Tagesordnung der Architekten.
Lars Sonck entwarf bereits zu Beginn des 20. Jahrhunderts ein paar Dutzend Villen. Darunter waren einige experimentelle Bauten in Holzrahmenbauweise mit Bretterwänden, doch hauptsächlich verwendete er bei seinen Landvillen unverkleidetes Blockwerk. In der Anfangszeit gehörte zu seinen Villen in Holzbohlenkonstruktion eine reiche Ornamentik, teilweise mit karelischen Motiven, die sich vom Dachreiter bis auf die profilierten Säulen der Veranda, ebenso wie auf die Verzierungen der Fensterrahmen oder Deckenbalken und Türschnitzereien erstreckte. Auf den ersten Blick wurden Soncks Blockvillen in erster Linie durch die ostkarelische Architektur inspiriert. Als karelische Grundzüge wurden offensichtlich das rund belassene Holz, das ausladende Satteldach mit breiter Dachtraufe und die dominante Giebelarchitektur, sowie zierende Holzdreh- und Schnitzarbeiten angesehen. Diese wurden von Sonck allerdings frei oder abgeändert bei seinen Villen angewendet. Der Umgang mit den Formen besaß Eigenheiten, die deutlich zeigen, dass Sonck auch die traditionelle Schweizer, wie auch die norwegische Volksarchitektur studiert hatte.

#### Lasses Villa, Finström, 1895
Die Villa zeigt, dass Sonck mit der „urfinnischen“ Architektur Kareliens vertraut gewesen sein muss. So weisen die Gartenseite der Villa, sowie der „Galdar“, ein vorspringender Balkon, deutliche Züge von dem auf, was er in Karelien zuvor studiert und gezeichnet hatte. Andererseits zeigen die Basis aus grobem Naturstein, sowie die vorspringende Eckzusammenführung an den Gebäudeecken, deutlich den Ursprung des schweizerischen Landhausstils.
Die Villa steht in einer idealen Position: An der einen Seite stark erhöht auf einem Felshang zu einem Sund hin, auf der anderen Seite zu einem flachen Waldstück hin, mit einem Weg zu einem später errichteten Gästehaus, sowie einem Sommerstudio für Sonck. Die Baupläne der Lasses Villa sind nicht mehr vorhanden. Die ursprüngliche Raumaufteilung sah wohl zwei oder drei Wohnzimmer vor, sowie eine Küche und zwei Schlafzimmer. An beiden Seiten der Villa befanden sich je eine Veranda mit ovalen Öffnungen, ähnlich Ochsenaugen, die einen weiten Seeblick ermöglichten.

#### Villa Ainola, Järvenpää, 1904

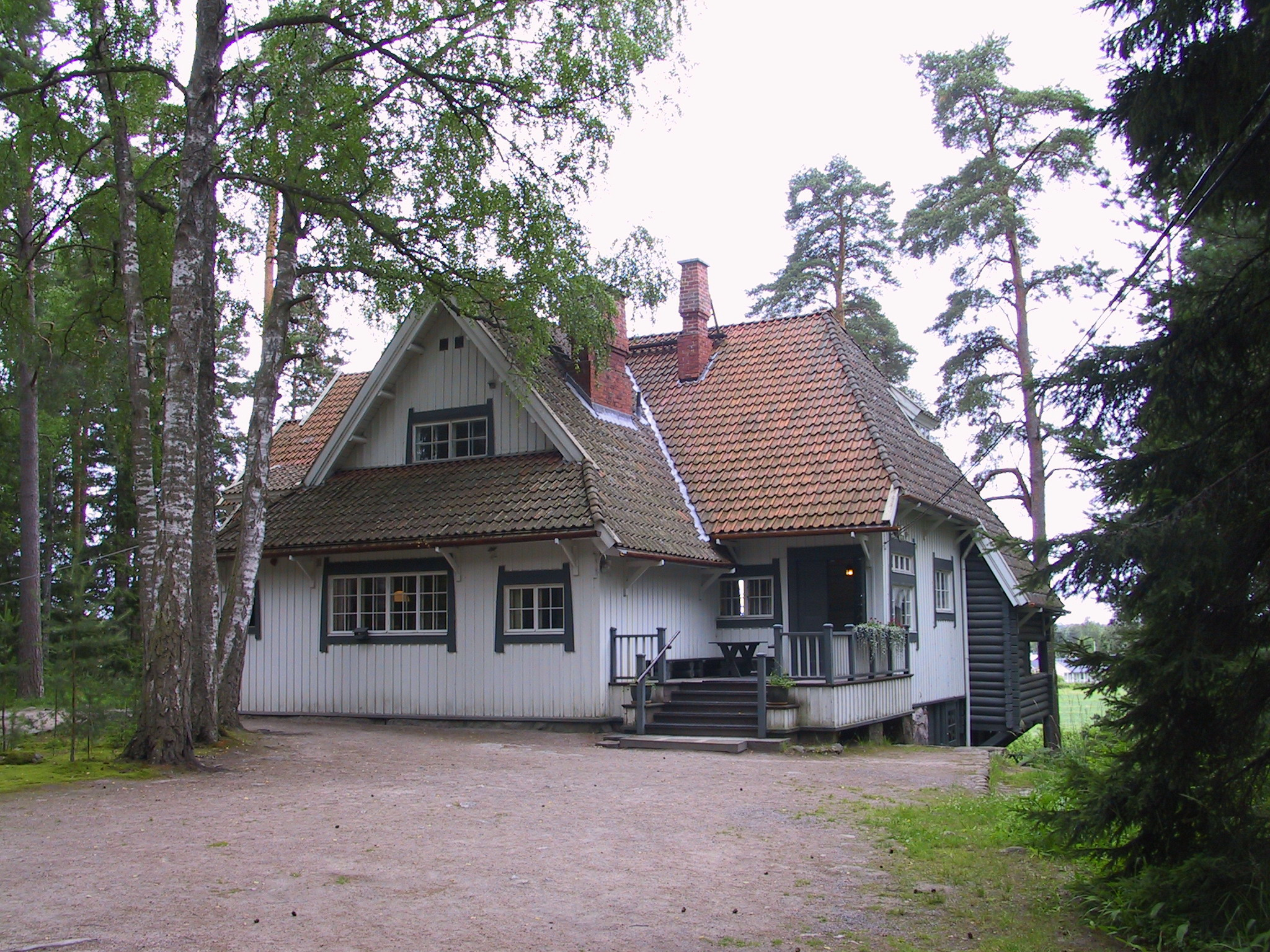
Villa Ainola, Järvenpää

Die Villa Ainola am See Tuusulanjärvi entstand für den finnischen Komponisten Jean Sibelius. Sie wurde auf einem nach Süden auslaufenden Felsrücken errichtet, mit dem Haupteingang, Sibelius’ Arbeitszimmer sowie der Küche an ihrer Nordseite. An der Südseite befanden sich Speiseraum sowie Bibliothek. Ainola besaß gerade Gebäudekanten, Keller, die in den Fels gehauen wurden, sowie ein Hausmeisterzimmer. Das Dach ist steil und komplex geschnitten, bedeckt mit vertikal angeordneten Schindeln. Im Erdgeschoss gab es vier Räume, die Arbeits- und Schlafzimmer im Obergeschoss wurden erst Jahre später vollendet. Die Raumaufteilung zeigt Soncks Gespür für einen zwar unregelmäßigen Schnitt, jedoch von ausgewogener Harmonie. Die Winkel, in denen Licht ins Innere fällt, erzeugen eine gedämpfte, angenehme Atmosphäre. Außerdem verfügt die Villa Ainola über eine Sauna, einen Holzschuppen für die Holzöfen, sowie einen kleinen Pferdestall.
Die Einflüsse auf die Gestaltung des Ainola-Designs sind weniger authentisch finnisch als vielmehr an der Architektur Englands bzw. der USA orientiert, die seinerzeit insbesondere die schwedischen Architekten immer wieder inspirierte.
Zu den Holzvillen von Sonck kann gesagt werden, dass sie Einflüsse von mehreren Richtungen aufweisen, die recht vielschichtig sind. Obwohl sie letzten Endes typisch finnisch bzw. national-romantisch wirken, hat Sonck doch viele internationale Ideen aufgenommen und verarbeitet, die sich gut in die nordische Architekturlandschaft Finnlands integrieren ließen und ein ausgewogenes Gesamtbild ergaben.

### Kirchen
In den Jahren um 1900 erfuhr die Kirchenarchitektur einige grundlegende Erneuerungen. Dies betraf sowohl die Raumgliederung, Volumenanordnung, Baumaterialien als auch einzelne Formmotive. Die protestantische Kirche hatte die Neugotik zu ihrem bevorzugten Baustil erhoben, und dieser Stil beherrschte die Kirchenarchitektur bis zur Jahrhundertwende. Allerdings begann man, die Gotik immer freier zu handhaben, und scheute sich nicht, auch romanische Elemente und Motive einzubringen. Besonders häufig wurde die Kirche mit Langhaus und einem Turm errichtet, der oft in verschiedenster Weise variiert wurde. In der Gliederung der Innenräume war es wichtig, dass der Pfarrer mühelos von jeder Reihe aus gesehen und gehört werden konnte. Die Intervalle zwischen den Stützen sollten möglichst groß gehalten werden, der Kirchenraum selbst annähernd quadratisch sein. In Finnland wurden diese in deutschen, englischen und amerikanischen Kirchenkreisen eingeführten Neuerungen offenbar gerade durch die deutsche Kirchenarchitektur und über verschiedene Publikationen vermittelt.
Besonderes Augenmaß wurde darauf verwendet, die Kirchen harmonisch in ihre Umgebung einzupassen bzw. als Betonung des Stadtbildes zu entwerfen. Das streben nach malerischer Wirkung des Gesamtensembles wurde dadurch erreicht, dass man das Umfeld der Kirchen ebenfalls detailliert entwarf. Wesentlichstes Merkmal des äußeren Erscheinungsbildes war jedoch die Asymmetrie. Sie betraf sowohl Volumenanordnung der Baukörper als auch die Befensterung. Der Hauptturm wurde oft seitlich der Mittelachse positioniert und eventuelle, weitere Türme konnten unterschiedlich hoch sein. Die Flächen des Satteldaches wurden im Allgemeinen durch Quergiebel oder Giebelreihen unterbrochen. Das gesamte Ensemble sollte den Eindruck erwecken, als sei der Bau im Laufe von Jahrhunderten nach und nach entstanden.

#### St. Michael, Turku, 1905

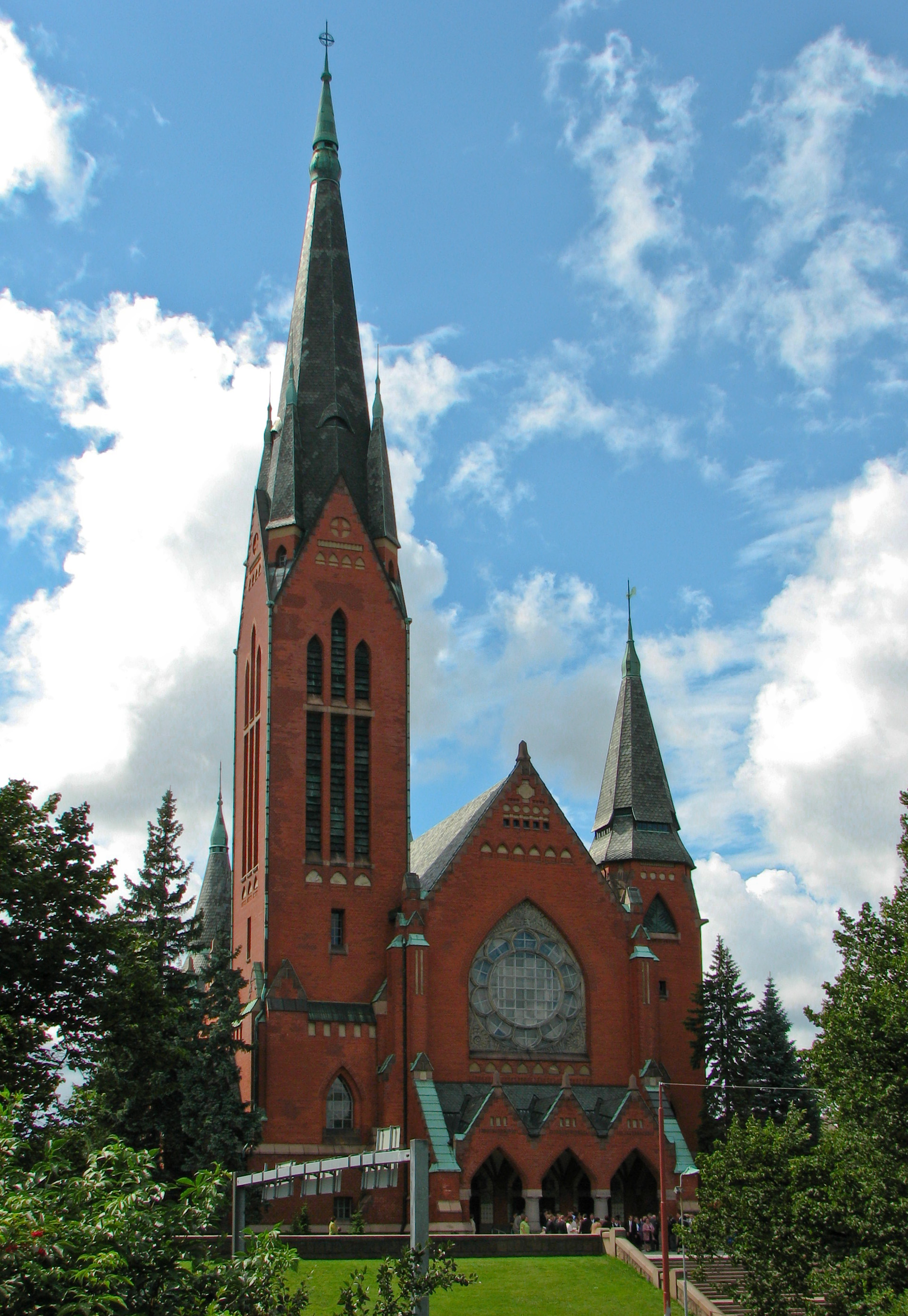
St. Michael, Turku

1894 gewann Sonck, noch als Student, den Wettbewerb zum Entwurf der St.-Michaels-Kirche in Turku. Sein Entwurf sah ein dreischiffiges, langes Kirchenschiff von insgesamt 39 Metern Länge und 21 Metern Höhe vor. Die Kritiker befürchteten, dass man aufgrund der Dimension des Raumes in den letzten Reihen den Pastor kaum noch verstehen würde. Dennoch hinterließ der Entwurf, insbesondere der gotische, seitlich versetzte Turm, bei der Jury einen positiven Eindruck. Als Sonck beauftragt wurde, die Baupläne zu zeichnen, musste Sonck seinen Entwurf jedoch mehrmals überarbeiten und abändern, da es immer wieder seitens seiner Auftraggeber etwas auszusetzen gab, so dass er am Ende, als die Kirche 1905 fertiggestellt wurde, ziemlich frustriert darüber war, dass von seinem ursprünglichen Entwurf nicht viel übrig geblieben war. Außerdem musste er feststellen, dass seine Kirche nicht die von ihm gewünschte dichte städtische Bebauung bekam.
In der Detailplanung und Innenausstattung arbeitete Sonck mit den Architekten Max Frelander und Valter Jung zusammen. Von der Gesamterscheinung her repräsentiert die Michaelskirche die Neugotik des späten 19. Jahrhunderts. Die malerische Wirkung entsteht durch die unterschiedlich hohen Türme, den vom Hauptgiebel seitlich positionierten Hauptturm, die Reihe von Quergiebeln, die den Baukörper aufbrechen, sowie durch die zahlreichen Seitenflügel und kapellenähnlichen Anbauten, die den polygonalen Chor umringen. Eine polychrome Wirkung entsteht durch die Kombination aus roten schwedischen Ziegeln an der Fassade, dunklem norwegischen Dachschiefer, die rosa Granitzonen sowie die Band- und Nischenornamente, die die Ziegelwand gliedern. Heimischer Granit wurde insbesondere bei den schrägen Teilen der Strebepfeiler und bei einigen Giebeldreiecken verwendet. Bei den Fenstereinfassungen kam finnischer Speckstein zur Anwendung.
Der Innenraum der Kirche ist dreischiffig und mit Sterngewölben überspannt, die von massiven Granitsäulen getragen werden. In der Gewölbemalung verbindet sich die Art-Nouveau-Ornamentik mit den an spätmittelalterliche finnische Kalkmalereien erinnernden Blattranken.

#### Johanneskirche/Dom von Tampere, 1907

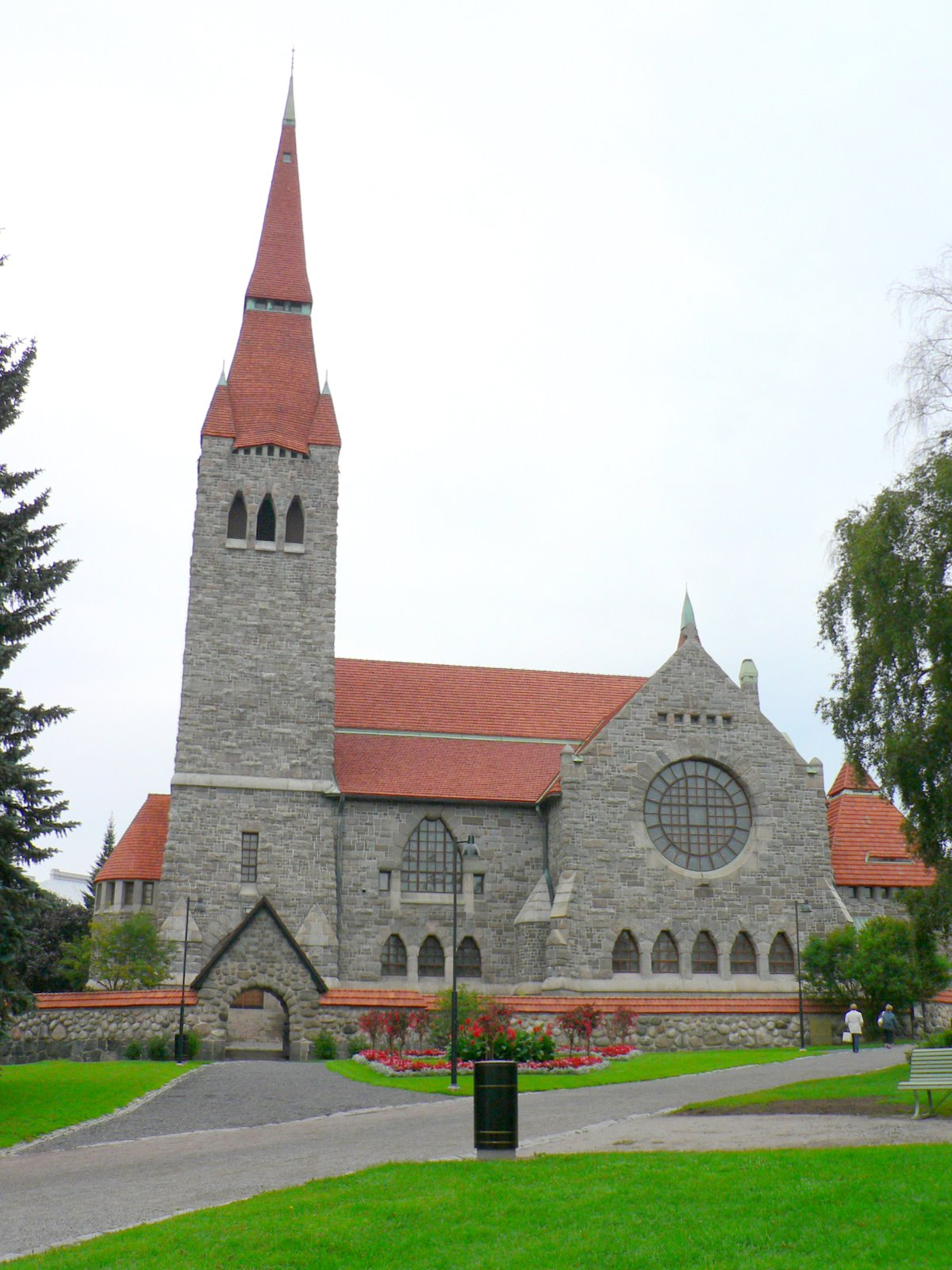
Dom von Tampere

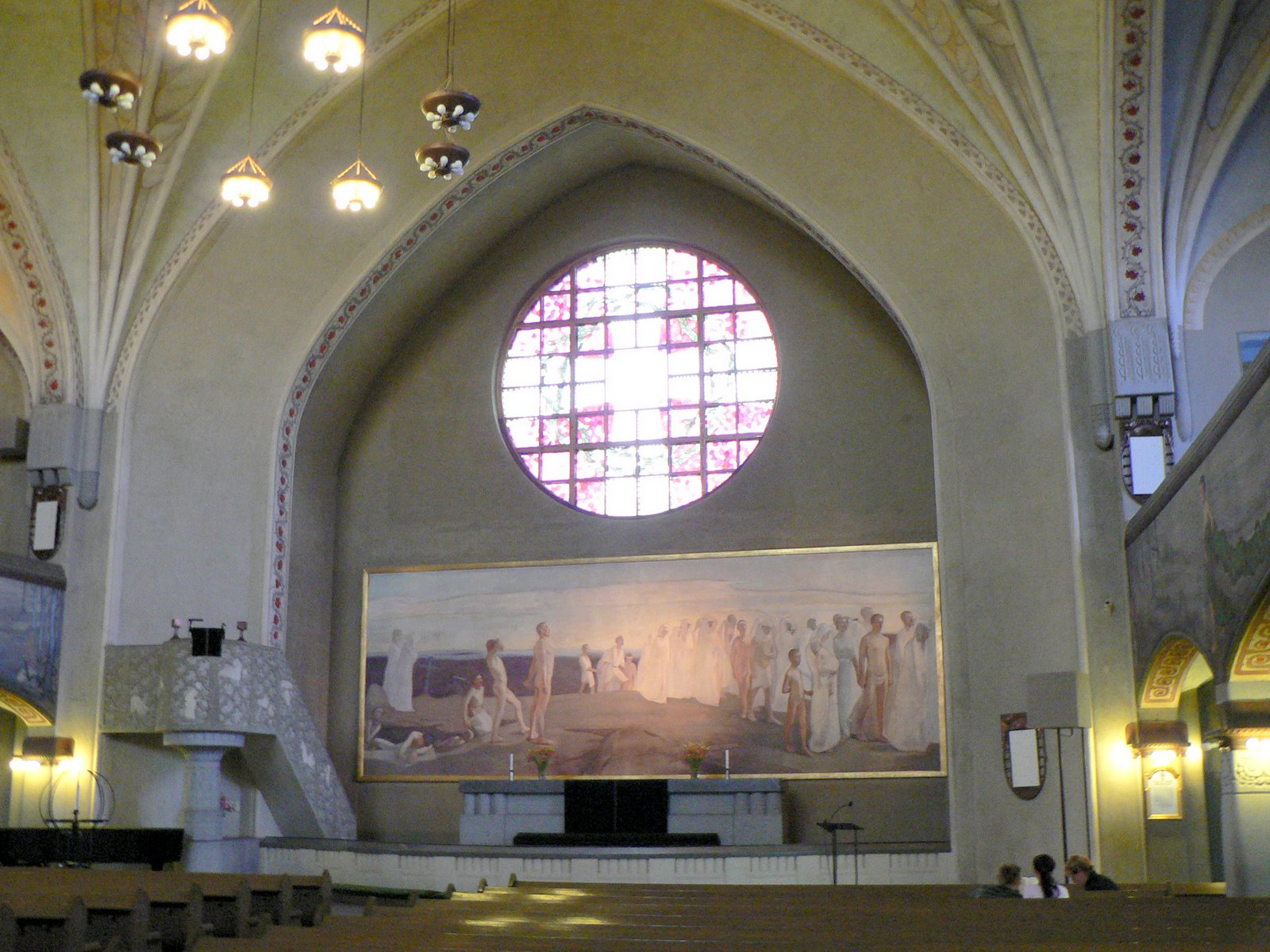
Dom von Tampere, Innenraum, Blick auf den Altar

Die Johanneskirche von Tampere, der heutige Dom, wird als das Hauptwerk von Sonck bezeichnet. Mit ihrer groben Granitfassade, den asymmetrischen Volumenanordnungen und dem annähernd quadratischen Kircheninnern vertritt sie auf typische Weise die neue Richtung der finnischen Kirchenbaukunst. Der Architektenwettbewerb der Gemeinde von 1899/1900 schrieb vor, dass die Kirche aus Ziegel, Granit oder beiden Materialien zu bauen sei. Ein Turm, sowie zurückhaltende Dekorelemente waren weitere Kriterien. Der Gemeinde schwebte für ihre Kirche der Charakter eines „evangelischen Tempels“ vor.
Der annähernd quadratische Grundriss des Kirchenraums weist drei Schiffe auf. Zu den schwierigsten Problemen bei der Planung gehörte, dass man zwar mehr als 2000 Sitzplätze in der Kirche wünschte, die finanziellen Mittel für solch eine Größe jedoch nicht ausreichten. Sonck löste dieses Raumproblem, indem er weitläufige Galerien entwarf, die den Kirchenraum an drei Seiten umgeben. Das Ergebnis war ein in erster Linie breiter, niedriger Raum, aus dem nur das große Sterngewölbe des Hauptschiffes höher emporragt. Das Äußere wird durch eine malerische, vielteilig gegliederte Volumenanordnung mit drei unterschiedlich hohen Türmen und zahlreichen Giebeln geprägt, wodurch die grundsätzliche Anlage der Kirche als Langkirche mit Türmen verdeckt wird. Andererseits ist die Behandlung der Wand- und Dachflächen einheitlich und die Formen sind einfach und wiederholen sich. Die Wandflächen sind aus hellgrauem Granit aus Uusikaupunki gestaltet. Fenster- und Türöffnungen sind mit demselben grauen Granit umrahmt wie bei den Wandflächen; die Einfassungen selbst sind nicht besonders hervorgehoben. Dies vereinheitlicht die Wandflächen und lässt die Fenster als einfache Öffnungen in der massiven Mauer erscheinen. Die Dachflächen und die Turmspitzen sind mit einheimischen, roten Ziegeln gedeckt; die Form der Turmspitzen ist in den Grundzügen dieselbe wie bei der Michaelskirche.
Der Innenraum wird beherrscht von einem auf zwei Granitpfeilern gestütztes, gewaltiges Sternengewölbe von 16 Metern Spannweite. Dessen Konturen folgen dem Emporengeländer und tragen somit zur Konzentrierung des Raumes auf den Altar bei. Die breit angelegten Emporen und Seitenschiffe verbleiben im relativen Schatten. Valter Jung gestaltete das Dekor, von Hugo Simberg stammen die Fresken und Glasmalereien, das große Altarfresko stammt von Magnus Enckell. 1902 gewann Sonck zwar den Wettbewerb für die Bebauung des Stadtbezirks im Bereich der Kirche, aber auch hier entstand nicht das „mittelalterliche“ Stadtviertel, wie er es sich gewünscht hatte.

#### Kallio-Kirche, Helsinki, 1912

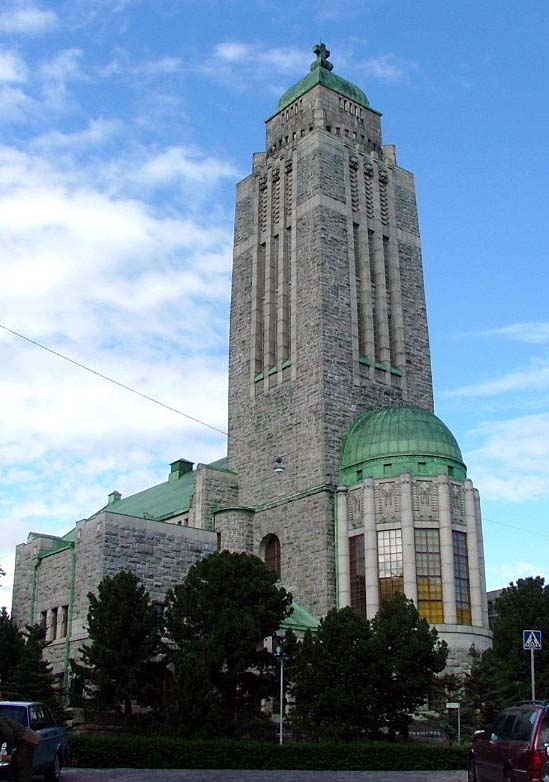
Kirche von Kallio, Helsinki

Die Kallio-Kirche war die dritte Kirche, die Lars Sonck entwarf. Wie schon die Michaels- als auch die Johanneskirche, befindet sich auch die Kallio-Kirche außerhalb des historischen Stadtkerns von Helsinki im Stadtteil Kallio, der im späten 19. Jahrhundert rasch wuchs und überwiegend von Angehörigen der Arbeiterklasse bewohnt wurde. Der Kirchenrat von Helsinki schrieb Anfang 1906 einen Wettbewerb für eine neue Kirche aus. Der Wettbewerb forderte die Teilnehmer auf, ein Gebäude zu entwerfen, welches im Einklang zum evangelisch-lutherischen Gottesdienst stand. Außerdem sollte der Bau den Bedürfnissen und dem Geist der Zeit gerecht werden, wobei durchaus mit den hergebrachten Traditionen gebrochen werden durfte. Sonck gewann den Wettbewerb durch zwei eingereichte Entwürfe. Den ersten nannte er nach Damaskus, er bestand aus der Bebauung eines rechteckigen Grundrisses, mit mehreren abgetrennten Sekundärbauten. Ein massiver, zentral platzierter Turm sollte das Äußere dominieren.
Mit dem zweiten Entwurf namens Huss, erhielt Sonck den Zuschlag zum Bau der Kirche. Dieser Plan wies einen fast rechteckigen, kreuzförmigen Grundriss auf, mit einem langen Kirchenschiff mit Chor, einem Turm, sowie niedrigeren Anbauten an beiden Seiten. Das Gewölbe des Hauptschiffes sollte ursprünglich drei hohe Bögen beinhalten, welche in einer Kalotte endeten, doch Sonck tauschte diese durch ein gerades Tonnengewölbe aus. Noch während der Bauarbeiten änderte er die Spitze des Turmes und ersetzte das Giebeldach der Apsis durch ein rundes, gebogenes Dach. Das Fassadenmaterial blieb, wie bei der Johanneskirche, grob bearbeiteter Granit, jedoch wurde bei der Kallio-Kirche alle Asymmetrie aufgegeben. Das Ergebnis ist eine streng symmetrische, entlang der Mittelachse ausgerichtete Architektur von imposanter Erscheinung. Die Kirche steht auf einem Hügel, auf den die Sichtachsen von mehreren Straßen münden, was ihre mächtige Wirkung noch erhöht. Der größte Teil der Granitfassaden besteht aus grob behauenem Stein. Mit ihren stilisierten Formmotiven und Ornamenten, ebenfalls aus Granit, entsprach die Kirche den Vorstellungen, die während ihrer Planungszeit allgemein üblich waren. Die Jury des Planungswettbewerbs sprach von der „Schönheit der Umrisse, Ruhe und Monumentalität.“

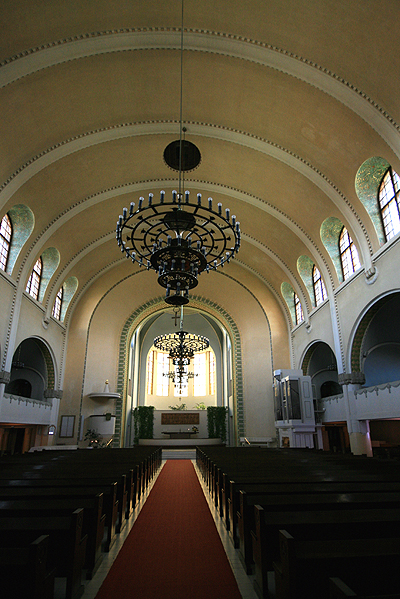
Kallio-Kirche, Innenraum, Blick auf den Altar

Ein großes Tonnengewölbe überspannt das Kirchenschiff, wohin sich Galerien unter mehreren Bögen öffnen. Obwohl der Grundriss fast rechteckig ist, wie bei der Johanneskirche, erhält man durch die strenge Achsensymmetrie der Kirche doch den Eindruck einer länglichen Architektur. Verstärkt wird dieser Eindruck durch das geradlinige Hauptschiff, sowie die untergeordnet eingesetzten Galerien. Die Atmosphäre unterscheidet sich von der Johanneskirche durch die Wirkung von farbigem Tageslicht und die karge Ornamentik, die im Wesentlichen aus gemalter Kunst sowie vier Gipsreliefs von Sigrid af Forselles besteht. Jean Sibelius komponierte eigens eine Melodie für das Glockenspiel der Turmglocken. Originell ist die Positionierung der Kanzel auf der Zentralachse der Kirche, über Chor und Altar, zu der Treppen hinter dem Altar hinauf führen. Die Orgel befindet sich links vom Altar.
Die Michaelskirche in Turku kombiniert im Wesentlichen die internationale Neogotik mit einigen Merkmalen des Art Nouveau. Die Johanneskirche in Tampere basiert in Teilen auf der Michaelskirche, stellt dabei jedoch auch Bezüge zu Finnlands mittelalterlicher Kirchenarchitektur her. Die Kallio-Kirche hingegen ist ein vollständig unabhängiger Bau, der sich an keinen historischen Stil anlehnt. Vergangene Formen lassen sich höchstens an der Verteilung der Volumina erkennen; so war Sigurd Frosterus der Ansicht, die Kallio-Kirche ähnele einer ägyptischen Sphinx.

### Städtische Bürobauten

#### Überblick
Die ersten Bürobauten Finnlands entstanden in Helsinki um die Jahrhundertwende. Es war für Finnland neu, Gebäude zu errichten, die einzig und allein geschäftlichen Zwecken dienten und keinen Wohnraum boten. Die ersten großen Bürogebäude von Versicherungsgesellschaften wurden erst Anfang der 1910er Jahre in Helsinki gebaut. Naturstein als Fassadenmaterial war damals schon fast zur Regel geworden. Es galt als Symbol von Zuverlässigkeit, Standfestigkeit und Sicherheit. Auch konnten sich lediglich große Unternehmen dieses teure Baumaterial leisten. Besonders die Bautätigkeit der Banken war sehr rege; die meisten Banken und Sparkassen ließen ihr neues bzw. erstes Geschäftsgebäude in Helsinki gerade zur Jahrhundertwende erbauen.

#### Haus der Telefongesellschaft, Helsinki, 1905
1903 erhielt Lars Sonck den Planungsauftrag für das Haus der Telefongesellschaft von Helsinki. Interessant an diesem Bau ist die ausdrucksstarke, massive Fassade aus grob bearbeitetem Granit. Die von der Straße aus sichtbare Architektur mit ihren steilen Dächern aus hellen Ziegeln und ihren Türmen bildete ein in sich geschlossenes Ganzes. Wesentlich für die Fassaden war, außer großen Steinblöcken, auch die scheinbar zufällige Kombination zweier verschiedenfarbiger Granitarten bei den Wandflächen. Als drittes Fassadenmaterial diente heller, glatt bearbeiteter Speckstein, der besonders die horizontalen Linien des Gebäudes betont. Gesteigert wird die Horizontalität durch die Gruppierung der Fenster zu bandförmigen Reihen. In den Specksteinelementen der Fensterzonen befinden sich eingravierte, geometrisch stilisierte Ornamente mit floralen Motiven, die nur aus der Nähe zu erkennen sind. Die Fassadengestaltung weist viele Gemeinsamkeiten mit der des Doms von Tampere auf, unter anderem die Verwendung der Dreiecksform oder des Rundfensters. Soncks Ziel war es hier, Asymmetrie, Variantenreichtum und kräftige Textur diszipliniert und ausgewogen zu handhaben.
Das Gebäude der Telefongesellschaft sollte Büros, Räume für die Technik sowie Wohnungen aufnehmen. Hinsichtlich der Funktion des Gebäudes gab es in Finnland keine Architekturen, die als Vorbilder hätten dienen können. So reiste Sonck vor Beginn des Entwurfsprozesses 1901 ins Ausland, um sich für sein Gebäude zu inspirieren.
Soncks Herangehensweise an diese neue Art von Gebäude war in gewissem Sinne widersprüchlich: Architektonisch war Soncks Entwurf von hoher Qualität und stellte eine positive Erweiterung des Stadtbildes dar. Andererseits suggerierte sein rustikales Äußeres in keiner Weise die neuartige Kommunikationstechnik; man fühlte sich eher an das Mittelalter erinnert. K. S. Kallio drückte es so aus: „Die raue Granitoberfläche der Gebäudewände, in denen die tief sitzenden Fenster wie Höhleneingänge wirken, erzeugen einen fremdartigen und archaischen Eindruck für ein modernes Fernsprechamt.“ Das einzige Merkmal, welches Rückschlüsse auf die Gebäudefunktion zulässt, ist ein kurzer Fries mit „technischer“ Ornamentik, der oberhalb des Erkerfensters verläuft. Die gesamte Fensterfläche ist verglichen mit den Wandgrößen recht klein und das Gebäudevolumen, welches durch einen vorragenden Turm akzentuiert wird, ist von burgähnlicher Erscheinung. Die Vorbilder, nach denen Sonck in südeuropäischen, mittelalterlichen Stadtbildern suchte, spiegeln sich besonders in seinen ersten Entwürfen von 1903 wider. Dort platzierte er den Turm weit vom Hauptgebäude entfernt bis auf den Bürgersteig hinausragend, was dem Gebäude eine enorme Wirkung entlang der Sichtachse der Straße verliehen hätte.
Um die verschiedenen Einrichtungen und Betriebsanlagen des Gebäudes unterzubringen, wurde ein fast schon labyrinthischer Grundriss notwendig. Charakteristisch ist das Treppenhaus, das von außen durch einen überwölbten Eingang betreten und durch verschiedenartige Außenfenster belebt wird.

#### Finnischer Hypothekenverband, Helsinki, 1909
1907 entwarf Lars Sonck das Gebäude für den Finnischen Hypothekenverband. Die Ausdrucksweise des Gebäudes war zwar neu für Sonck, andererseits signifikant für die übrige zeitgenössische Architektur Finnlands. Sie bedeutete eine Ablehnung der asymmetrischen Erscheinung des Eira-Hospitals und des Gebäudes der Telefongesellschaft, hin zu einer symmetrisch gestalteten Fassade mit stark akzentuierter Frontkolonnade. Damit stand Soncks Fassade ganz in einem neuen Trend, der sich von der freien Gestaltungsform der ersten Jahre des 20. Jahrhunderts abwandte und damit die symmetrische, streng gegliederte Fassade favorisierte. Beim Gebäude des Hypothekenverbandes erfuhr die frei stehende Fassadenkolonnade ein neues Interesse, nachdem sie in den bewegten Jahren der Jahrhundertwende aus der Mode gekommen war.
Das augenscheinlichste Motiv der Fassade ist eindeutig die Kolonnade über einer Reihe von Tür- und Fensterbögen im Erdgeschoss. Die Kolonnade wird begrenzt durch die soliden Fassadenmauern an ihrer linken bzw. rechten Seite. Die vollplastische Säulenreihe ist in ihrer Ordnung weniger klassizistisch, als vielmehr ägyptisch. Die verzierten Kapitäle leiten in recht unklassizistischer Weise zu einer Art Attika über. Die Fassade besteht aus glatt bearbeiteten, hellem Granit aus Uusikaupunki und ist abwechslungsreich, aber symmetrisch, durch vor- und zurückspringende Bauteile, Geschossgesimse und Dachgesimse, die das Dach vollkommen verdecken, gegliedert.
Das Gebäude des Hypothekenverbandes wurde für kommerzielle Zwecke erbaut und beherbergte ursprünglich mehrere Banken. Aufgrund der engen, aber tiefen, Grundstücksmaße ist die Fassade recht schmal, weshalb Sonck nur wenig Raum für Fenster zur Verfügung stand. An der Straßenseite des dritten Stockes griff er auf eine Oberlichtbeleuchtung zurück, um die Ganzheit der breiten Zone über der Kolonnade nicht zu durchbrechen. Der nahezu symmetrische Grundriss korrespondiert mit der ebenfalls symmetrischen Fassade. Um Tageslicht in die Räume zu leiten, gestaltete Sonck den mittleren Teil recht schmal (nicht breiter als das Haupttreppenhaus), um unmittelbar daneben eine große Halle zu platzieren, die mit einem großen Oberlicht versehen wurde. In diese Halle gelangte man auf direktem Weg durch den überwölbten Eingangskorridor.
Das Interieur, sowie die Fassadenornamentik, stammen von David Frölander und Sigurd Frosterus. Teile des Interieurs wurden kürzlich restauriert, allerdings ist vieles vom Originaldekor kaum noch vorhanden. Die Größe und Höhe der angrenzenden Gebäude lassen die ursprünglich monumentale Wirkung des Gebäudes des Hypothekenverbandes nur noch erahnen.

#### Rathaus von Mariehamn, 1939
Sonck hatte auch für die aufstrebende Metropole der Åland-Inseln, Mariehamn, ein repräsentatives Stadshus entworfen, das 1939 fertig gestellt war. Es befindet sich auf einem Hügel mitten in einem gepflegten Park, zu dem eine große Freitreppe hinaufführt.